# 伊勢上野藩
伊勢上野藩（いせうえのはん）は、伊勢国奄芸郡上野の伊勢上野城（現在の三重県津市河芸町上野）を居城として、江戸時代初期に存在した藩。豊臣政権下で分部光嘉が1万石の大名に列し、関ヶ原の合戦後に1万石を加増。1619年に分部光信が近江国大溝藩に転出して廃藩となった。

## 歴史
藩主家の分部家は、戦国時代に伊勢国中部を領していた長野氏の一族である。分部光嘉のとき、尾張の織田信長による伊勢侵攻が始まり、光嘉は一族の多くが信長に反抗する中で恭順を誓ったため、信長は弟の織田信包を養嗣子として迎えることで長野家と分部家の存続を許した。
光嘉は信包の命を受けて元亀元年（1570年）より伊勢上野城を築城し、天正8年（1580年）に城主となった。翌年の信長による伊賀攻めにも参戦して功を挙げた。信長没後も信包に仕えたが、信包が文禄3年（1594年）に近江に減移封されると、光嘉は信包のもとを離れて豊臣家の家臣となった。文禄4年（1595年）に伊勢国で3000石を与えられ、慶長3年（1598年）7月に加増を受けて1万石余の大名となって諸侯に列した。
信長の死の直後から徳川家とも親密な関係にあったため、光嘉は慶長5年（1600年）の関ヶ原の戦いでは東軍に与した。伊勢に侵攻してきた西軍の毛利秀元や吉川広家らの大軍に対し、光嘉は上野城を放棄し富田信高の安濃津城に入城、共に善戦したが開城、高野山に上った。関ヶ原の戦いの後、徳川家康は光嘉の戦功を賞して1万石を加増の上で、伊勢上野藩が立藩した。
しかし関ヶ原のときの戦傷がもとで、光嘉は翌慶長6年に死去し、養子の分部光信が跡を継いだ。光信は二条城や駿府城の普請、大坂の陣で功を挙げた。元和5年（1619年）、徳川頼宣が紀伊国に入ると、伊勢の分部家の領地である上野藩領も全て紀伊徳川家領に編入されることとなった。
光信は近江国大溝藩2万石に移封となり、伊勢上野藩は廃藩となった。

## 歴代藩主
分部（わけべ）家
2万石。外様。
1. 分部光嘉（みつよし）
2. 分部光信（みつのぶ） 〈従五位下、左京亮〉